# Friedemann Schmidt (Apotheker)
Friedemann Schmidt (* 5. Mai 1964 in Leipzig) ist ein deutscher Apotheker und Fernsehmoderator.

## Leben
Friedemann Schmidt studierte nach dem Abitur von 1984 bis 1989 Pharmazie in Greifswald und betreibt nach der Approbation als Apotheker seit 1990 eine eigene Apotheke, die Seume-Apotheke in Leipzig.
Er ist Präsident der Sächsischen Landesapothekerkammer, war von 2005 bis 2012 Vizepräsident und war von Januar 2013 bis Dezember 2020 Präsident der Bundesvereinigung Deutscher Apothekerverbände (ABDA). Seit 2021 ist er Ehrenpräsident. Schmidt ist Mitglied im Beirat der Deutschen Ärzteversicherung. Ende des Jahres 2020 gab er sein Amt als Präsident der ABDA ab. Am 5. Oktober 2021 wurde Schmidt für drei Jahre zum Präsidenten des Bundesverband der Freien Berufe (BFB) gewählt.
Seit 1999 ist Schmidt regelmäßiger Studiogast des Ratgebermagazins Hauptsache Gesund des Mitteldeutschen Rundfunks. Bis 2011 wurden 40 Sendungen Hauptsache Gesund von ihm moderiert und er war 120-mal Studiogast. Von 2011 bis 2012 moderierte er beim deutschen Nachrichtensender N24 den gesellschaftspolitischen Talk Deutschland akut.
Schmidt ist verheiratet und hat drei Kinder.